# Gimnazjum w Kiejdanach

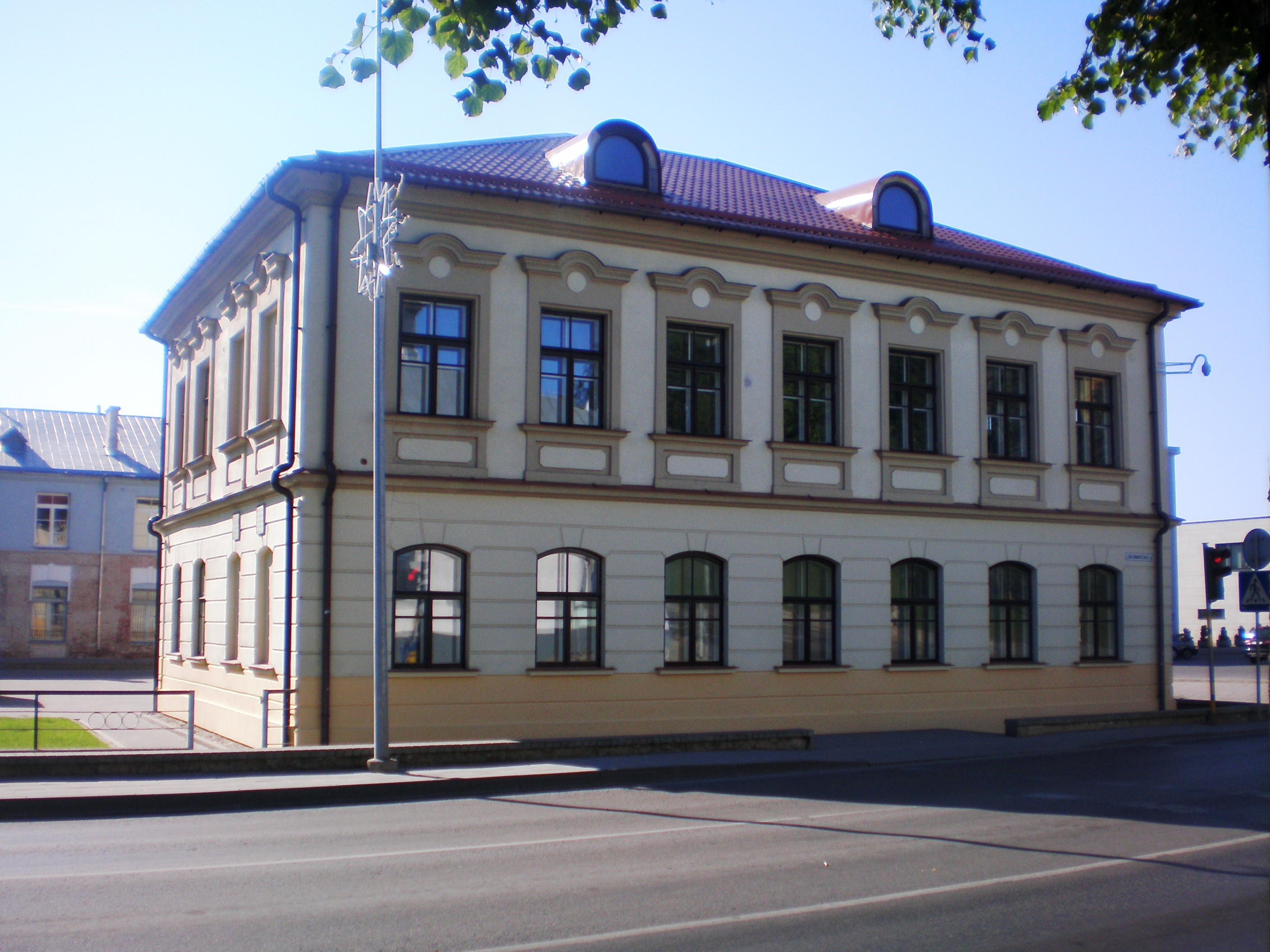
Budynek gimnazjum przy ul. Didžioji 62

Gimnazjum w Kiejdanach, lit. Kėdainių Šviesioji gimnazija  – litewskie gimnazjum istniejące w Kiejdanach, znajdujące się przy ul. Didžioji 62. 
Liceum kiejdańskie zostało założone w 1625 roku przez Krzysztofa Radziwiłła jako szkoła kalwińska prowadząca zajęcia w języku polskim. W 1864 roku władze carskie zadecydowały o zamknięciu szkoły w odwecie za wybuch powstania styczniowego na Litwie. W 1922 roku gimnazjum zostało ponownie otwarte, tym razem jako szkoła z litewskim językiem nauczania. 